# Betula austrosichotensis
Betula austrosichotensis är en björkväxtart som beskrevs av Viktor Nikolayevich Vassiljev och V.I.Baranov. Betula austrosichotensis ingår i släktet björkar, och familjen björkväxter. Inga underarter finns listade.